# 8 Листопада (станція метро)
8 листопада (азерб. Bənövşəyi Xətt) — станція третьої (Фіолетової) лінії Бакинського метрополітену. Станцію найменовано з нагоди Дня Перемоги у Другій Карабахській війні.
Конструкція станції: колонна двопрогінна з однією острівною платформою
Колійний розвиток: на станції споруджена камера з'їздів з оборотним тупиком, що дозволить перевести рух поїздів по Фіолетової лінії на повноцінну двоколійну схему.